# Burdov
Burdov este o arie protejată (arie specială de conservare — SAC, sit de importanță comunitară — SCI) din Slovacia întinsă pe o suprafață de 1.680,25 ha, integral pe uscat.

## Localizare
Centrul sitului Burdov este situat la coordonatele 47°50′25″N 18°46′49″E / 47.840222°N 18.780388°E.

## Înființare
Situl Burdov a fost declarat sit de importanță comunitară în aprilie 2004 pentru a proteja 1 specie de plante și 12 specii de animale. Situl a fost protejat și ca arie specială de conservare în martie 2004.

## Biodiversitate
Situată în ecoregiunea panonică, aria protejată conține 12 habitate naturale: Tufărișuri subcontinentale peripanonice, Pante stâncoase silicioase cu vegetație casmofită, Păduri panonice-balcanice de stejar turcesc - stejar sesil, Pajiști carstice calcaroase sau bazofile, de Alysso-Sedion albi, Grohotișuri silicioase medio-europene, la altitudine înaltă, Fânețe de joasă altitudine (Alopecurus pratensis, Sanguisorba officinalis), Pajiști uscate seminaturale și facies de acoperire cu tufișuri pe substraturi calcaroase (Festuco-Brometalia) (* situri importante pentru orhidee), Păduri panonice cu Quercus pubescens, Păduri panonice cu Quercus petraea și Carpinus betulus, Roci stâncoase cu vegetație pionieră de Sedo-Scleranthion sau Sedo albi-Veronicion dillenii, Pajiști stepice subpanonice, Pajiști stepice panonice pe loess.
La baza desemnării sitului se află mai multe specii protejate:
- plante (1): Pontechium maculatum subsp. maculatum
- amfibieni (1): buhai de baltă cu burta roșie (Bombina bombina)
- mamifere (7): liliac cârn (Barbastella barbastellus), vidră de râu (Lutra lutra), liliac cu urechi mari (Myotis bechsteinii), liliac cărămiziu (Myotis emarginatus), liliac comun (Myotis myotis), liliacul mare cu potcoavă (Rhinolophus ferrumequinum), liliacul mic cu potcoavă (Rhinolophus hipposideros)
- nevertebrate (4): Carabus hungaricus, croitorul mare al stejarului (Cerambyx cerdo), fluturele de noapte (Eriogaster catax), Limoniscus violaceus

Pe lângă speciile protejate, pe teritoriul sitului au mai fost identificate 10 specii de plante, 8 specii de mamifere, 1 specie de nevertebrate, 3 specii de reptile.